# Vysoká nad Uhom

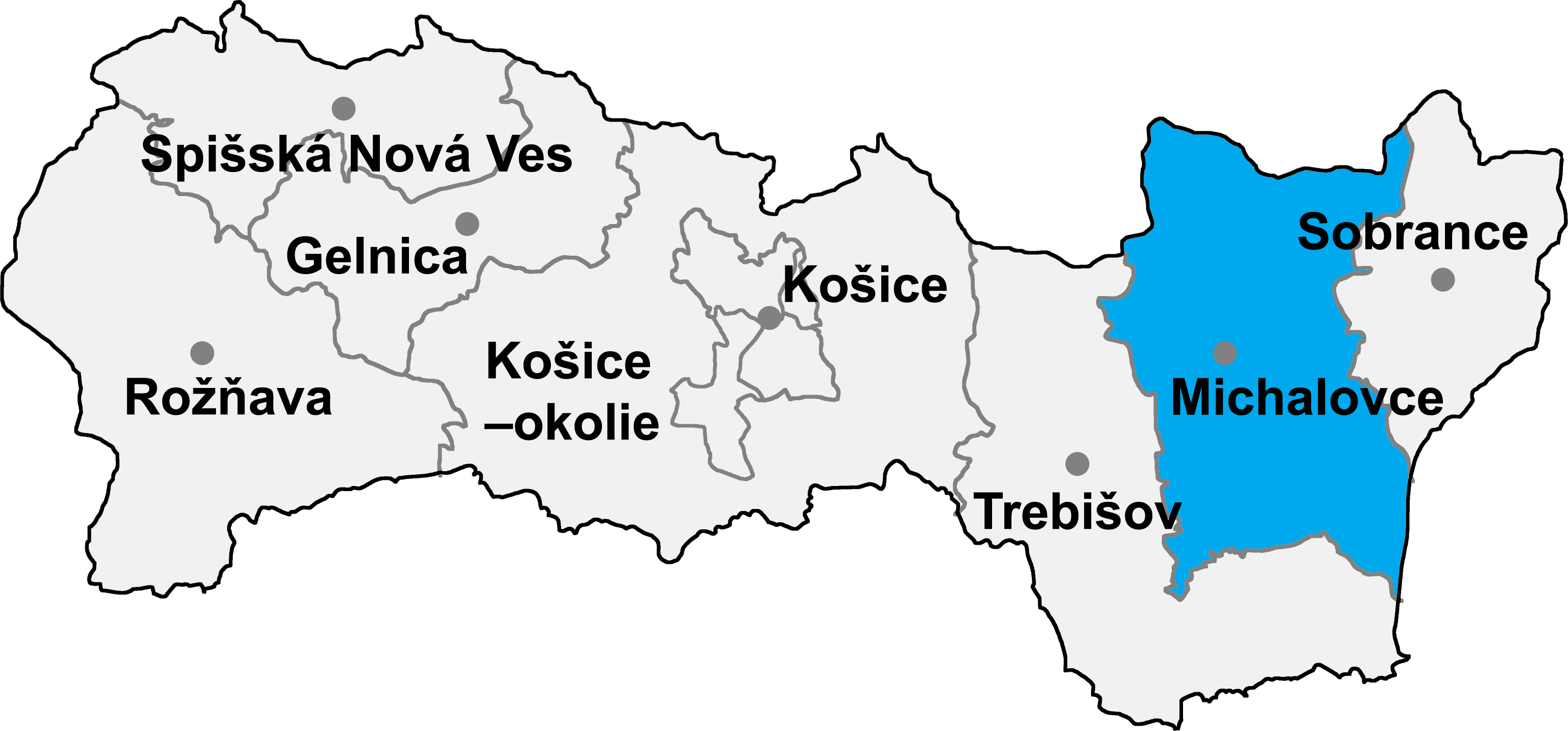
Distrito de Michalovce na Região de Košice

Vysoká nad Uhom é um município da Eslováquia, situado no distrito de Michalovce, na região de Košice. Tem 15,35 km² de área e sua população em 2018 foi estimada em 796 habitantes.

## Demografia
| Ano:        | 1994 | 2004    | 2014   | 2024   |
| ----------- | ---- | ------- | ------ | ------ |
| Broj ljudi: | 926  | 796     | 811    | 744    |
| Razlika:    |      | -14,03% | +1,88% | -8,26% |

| Ano:               | 2023 | 2024   |
| ------------------ | ---- | ------ |
| Número de pessoas: | 747  | 744    |
| Diferença:         |      | -0,40% |